# Kloster Kalvarienberg

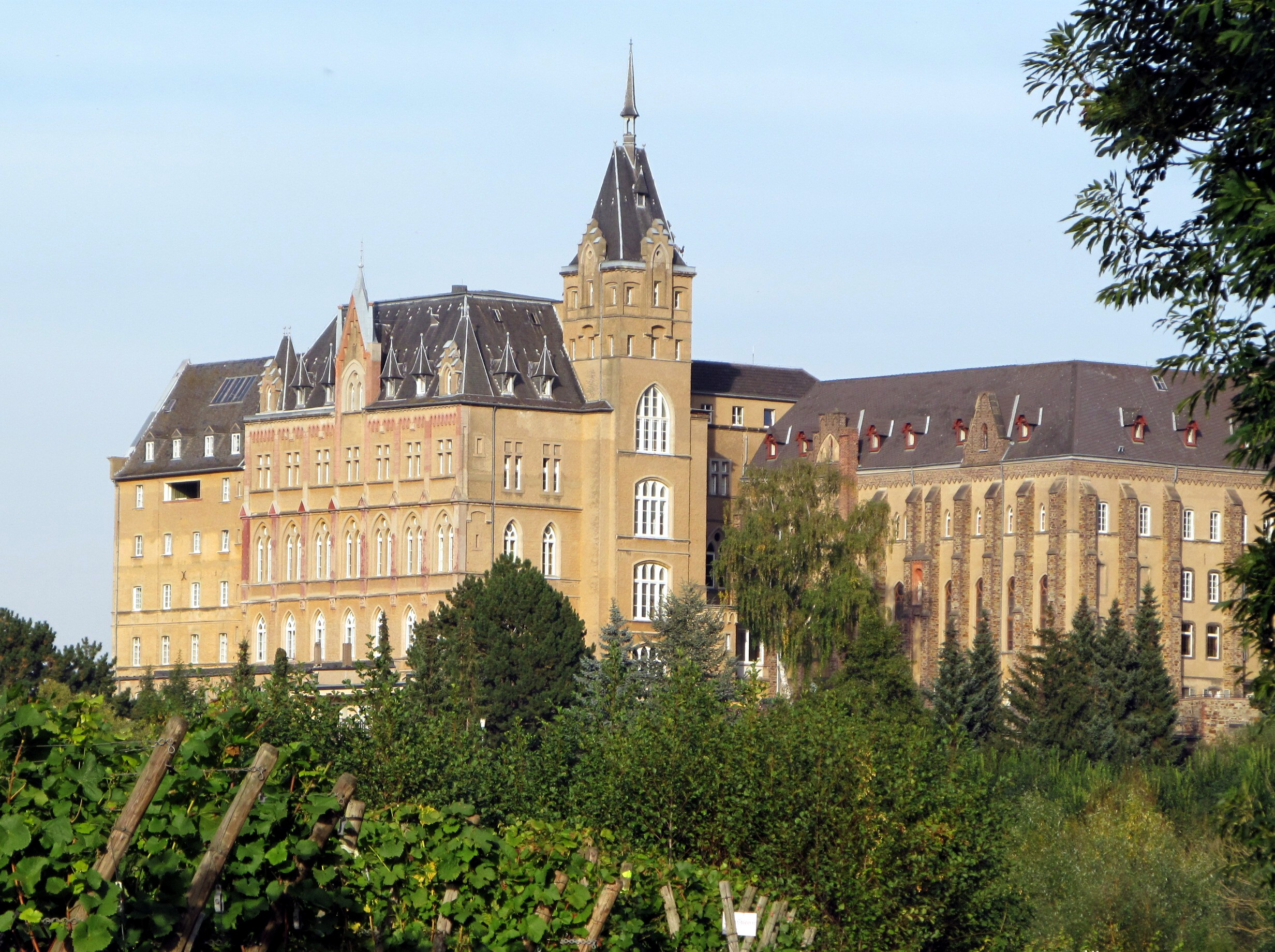
Kalvarienberg, Ansicht von Westen (2013)

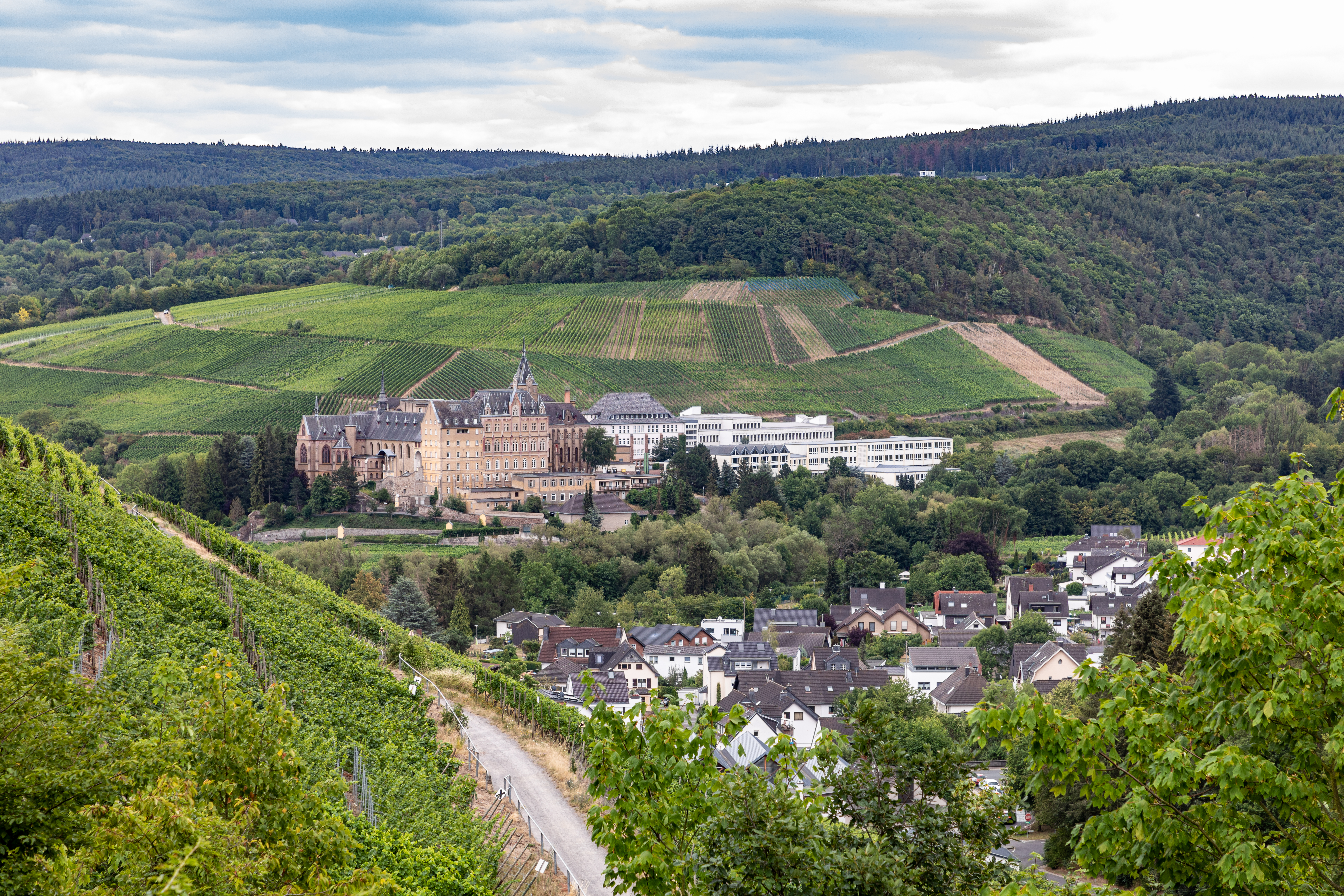
Gesamtansicht der Klosteranlage mit Gymnasium und Realschule (2020)

Das Kloster Kalvarienberg war ein von den Ursulinen geführtes Kloster in Bad Neuenahr-Ahrweiler auf dem Kalvarienberg, zu dem ein Kreuzweg mit 14 Stationen hochführt. Der 1838 gegründete Konvent wurde am 5. Juli 2017 aus Altersgründen, Nachwuchsmangel und wegen seiner schlechten wirtschaftlichen Lage geschlossen.

## Geschichte

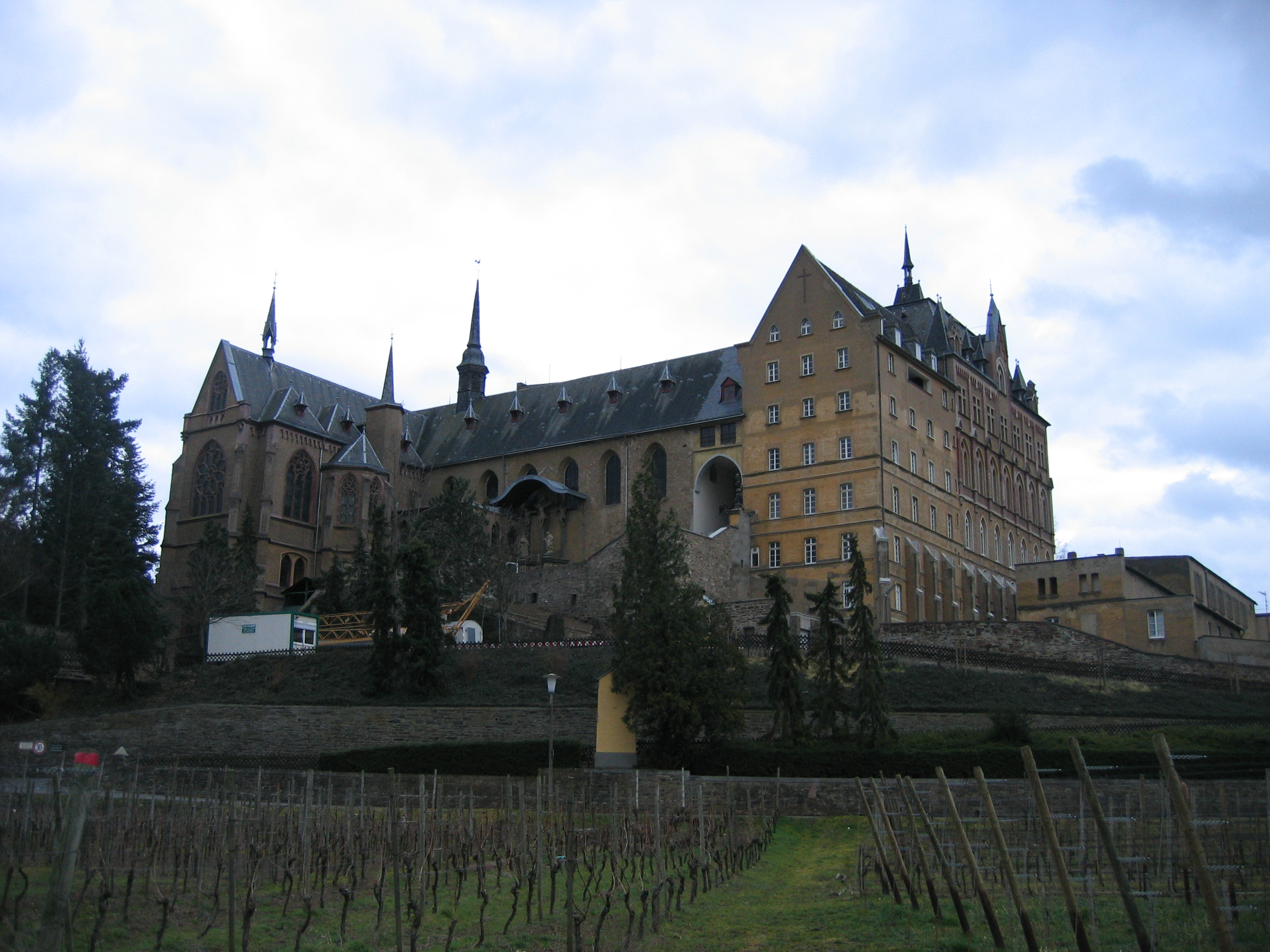
Blick von Norden auf das Kloster

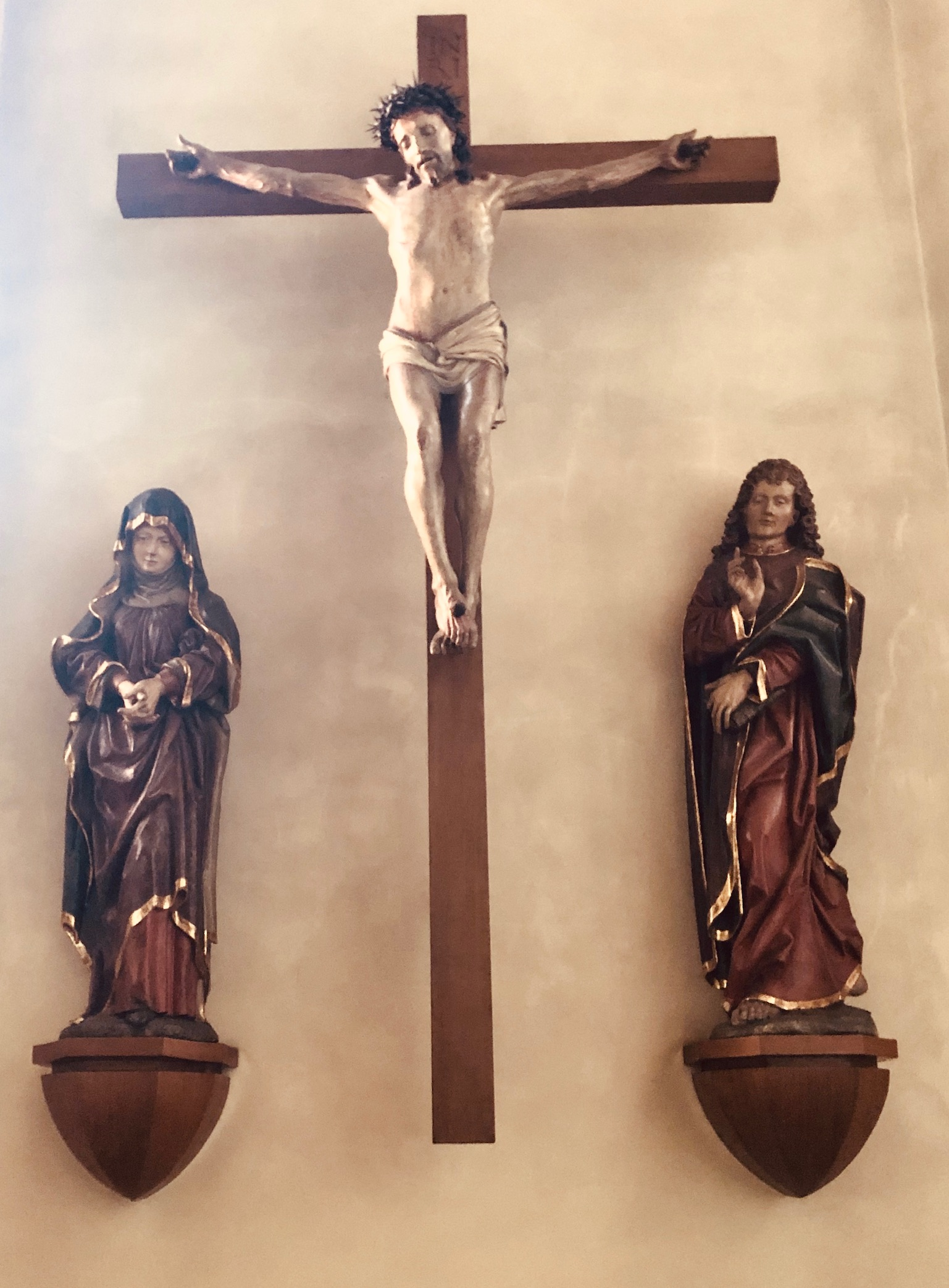
Kreuzigungsgruppe in der Kirche

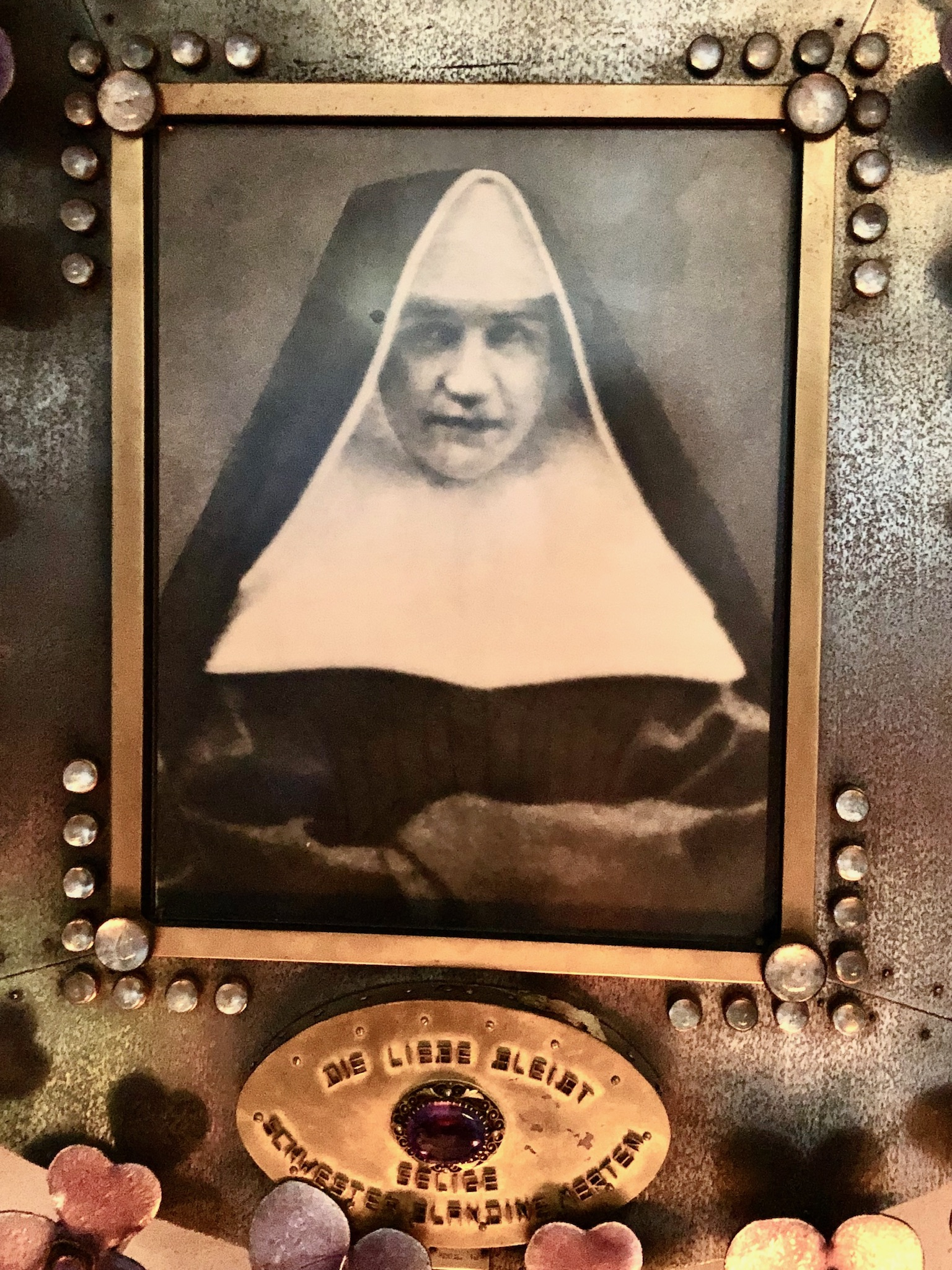
Blandine Merten mit Reliquie

Nach seiner Rückkehr von einer Pilgerfahrt 1440 fiel einem Ritter eine angebliche landschaftliche Ähnlichkeit von Ahrweiler mit Jerusalem auf. In der Ahr sah der Pilger den Bach Cedron, und der südlich gelegene Hügel schien dem Kalvarienberg in der Heiligen Stadt zu ähneln. Auch Entfernungen – so der Pilger – stimmten überein. Die Wegesstrecke von der Ortsmitte von Ahrweiler zur Bergkuppe sei ebenso lang wie die Wegesstrecke vom Prätorium des Pilatus in Jerusalem zum Berg Golgota. Diese „Entdeckungen“ wurden publiziert, so dass man den Hügel von da an Kalvarienberg nannte. Rat und Volk von Ahrweiler fühlten sich bald verpflichtet, das Hochgericht von besagtem Hügel weg zu verlegen und den Hügel dem gekreuzigten Heiland und seiner Mutter zu weihen. Im gleichen Jahr wurde die erste Kapelle auf den Weg gebracht, ein kleines Fachwerk-Gotteshaus, das im Jahre 1505 geweiht wurde und in dem sich bereits eine Kreuzigungsgruppe befand, die dann später in die zweite Kapelle und schließlich in die jetzige Klosterkirche übernommen wurde.
Das Kloster wurde im Jahre 1630 von den Franziskanern errichtet. Am 31. Januar 1664 wurde der Grundstein für die heute noch bestehende Kirche gelegt. Am 21. April 1671 wurde die alte Kapelle abgerissen, am 23. Mai das Kreuz auf dem Turm errichtet. Im 17./18. Jahrhundert war das Kloster Kalvarienberg Ziel zahlreicher Prozessionen. Die Anzahl der Prozessionen belief sich von 1714 bis 1718 auf 105. Auf dem Kalvarienberg wurden religiöse Schauspiele (Mysterienspiele) aufgeführt. Im gleichen Zeitraum wurden 150.000 Beichten gehört und 150.000 Mal die Kommunion gereicht.
1803 mussten die Franziskaner im Zuge der Säkularisation den Kalvarienberg verlassen, der französisches Nationaleigentum wurde. Am 30. Januar 1806 erwarb Vikar Jakob Giesen von Ahrweiler den Kalvarienberg, der nach seinem Tode zuerst an seine Erben, dann an die sogenannte Berggesellschaft überging. Verschiedene Versuche, die Klosterräume für Unterrichtszwecke zu nutzen, scheiterten. Das Ursulinenkloster Monschau, das wegen der in jener Zeit ungesunden Lage aufgrund zahlreicher Tuchfabriken einen anderen Ort als Niederlassung suchte, erfuhr von dem leerstehenden Franziskanerkloster in Ahrweiler. Nach langwierigen Verhandlungen und vielen Schwierigkeiten konnte der Konvent am 28. August 1838 unter der Leitung von Mutter Teresia Schäfer nach Ahrweiler übersiedeln. Die Ursulinen gründeten zunächst eine Elementar- und höhere Schule mit Pensionat für Mädchen. 1897 mussten die alten Gebäude einem Neubau weichen, der nach Plänen des Aachener Architekten Hermann Josef Hürth erbaut wurde. Vom Kalvarienberg aus wurden neue Filialen gegründet, unter anderem 1848 in Aachen, 1853 in Trier, 1895 in Saarbrücken, 1896 in Krefeld und 1902 in Koblenz. Diese Klöster blieben mit dem Mutterhaus Kalvarienberg als Kongregation verbunden.
Im September 2016 wurde bekanntgegeben, dass das Kloster aus Altersgründen, Nachwuchsmangel und wegen seiner schlechten wirtschaftlichen Lage geschlossen wird. Dies wurde im Sommer 2017 vollzogen. Die große Klosterkirche wurde profaniert, jedoch blieb der Schwesternchor mit der wertvollen Kreuzigungsgruppe erhalten und ist weiter für Gottesdienste und zum Gebet zugänglich, ebenso das Reliquiar der seligen Sr. Blandine. Einige Schwestern blieben in einer kleineren Wohnung in der Stadt Bad Neuenahr-Ahrweiler.
Der Kalvarienberg wurde 1996 in den Atlas der europäischen Heiligen Berge (Sacri Monti), Kreuzwege und Andachtsstätten aufgenommen.

## Orgel
Die Orgel der Klosterkirche wurde 1871 vom Orgelbauer Stahlhut in einem neugotischen Gehäuse erbaut. Im Jahr 1991 erfolgte eine Restaurierung durch Weimbs Orgelbau. Das romantisch disponierte Instrument verfügt über 16 Register auf zwei Manualen und Pedal. Die Spiel- und Registertrakturen sind mechanisch.
| I Manual C– |                |       |
| 1.          | Prinzipal      | 8′    |
| 2.          | Bordon         | 16′   |
| 3.          | Viola da Gamba | 8′    |
| 4.          | Oktave         | 4′    |
| 5.          | Quintflöte     | 2 ⁄3′ |
| 6.          | Superoktave    | 2′    |
| 7.          | Mixtur III     |       |
| 8.          | Trompete       | 8′    |

| II Manual C– |                  |    |
| 9.           | Lieblich Gedackt | 8′ |
| 10.          | Flûte harmonique | 8′ |
| 11.          | Dulcian          | 8′ |
| 12.          | Fernflöte        | 8′ |
| 13.          | Salicional       | 4′ |

| Pedal C– |          |     |
| 14.      | Subbaß   | 16′ |
| 15.      | Oktavbaß | 8′  |
| 16.      | Posaune  | 16′ |

- Koppeln: II/I, I/P, II/P

## Einrichtungen
Auf dem Kalvarienberg in Ahrweiler führte das Kloster ein Gymnasium und eine Realschule für Mädchen sowie ein Internat. Seit 1997 werden auch Jungen am Gymnasium angenommen. In den Klosterräumen befand sich das Blandinen-Archiv und das Geistliche Zentrum Calvarienberg. Die Schulen wurden in Stiftungen überführt und werden auch nach der Schließung des Klosters 2017 weitergeführt.